# Parc national du Severski Donets
Le parc national du Severski Donets  (ukrainien Сіверсько-Донецький національний природний парк) est une ancienne aire protégée en Ukraine du raïon de Svatove dans l'oblast de Louhansk. Il est bordé par les rivières Donets et la Krasna.

## Histoire
Le parc est de 7 007 hectares et son classement est du 11 décembre 2009, il fut déclassé le 21 octobre 2010 sur une décision de la cour administrative.
C'est une région de plaines, de forêts et de marais.

## En quelques images

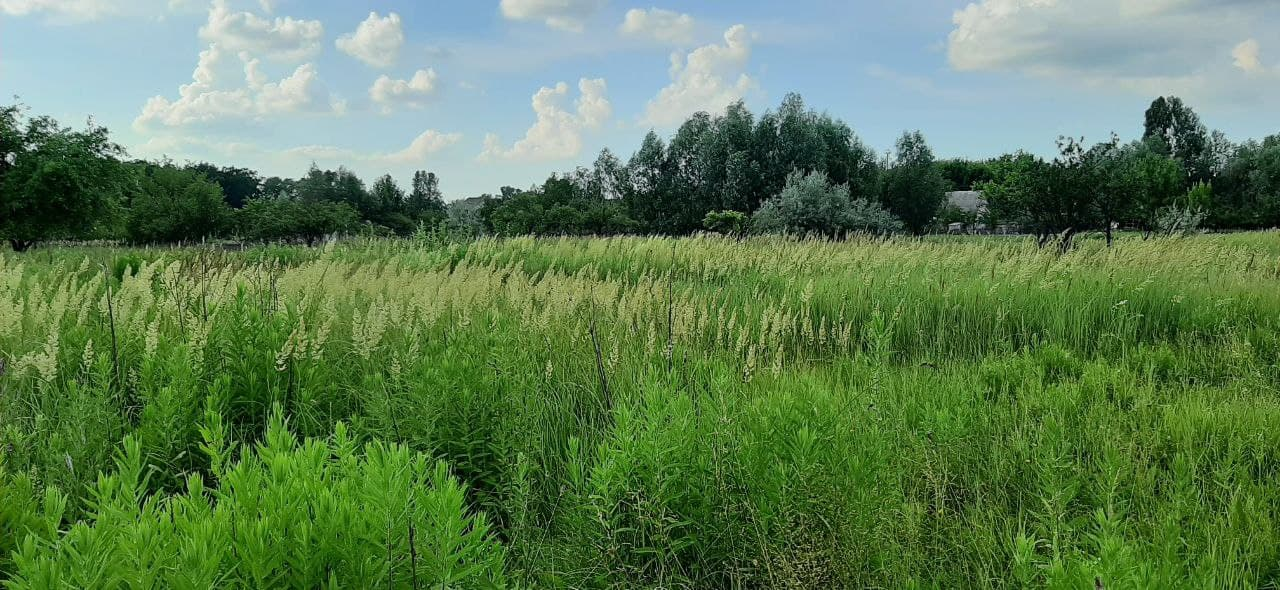
Plaine,
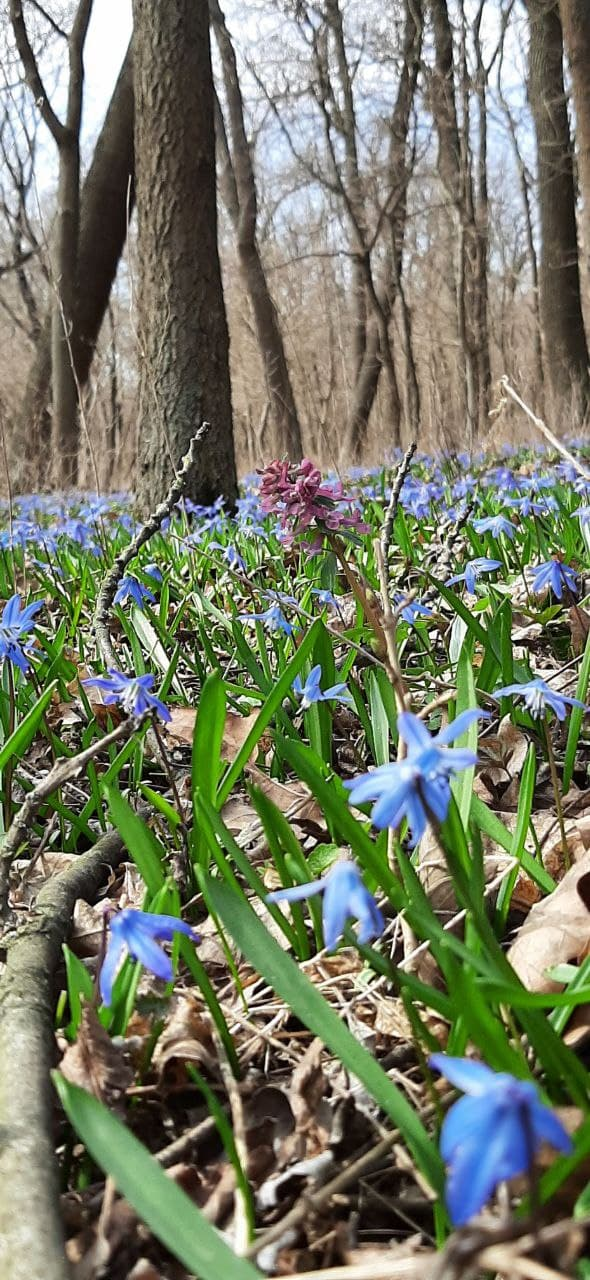
sous-bois,
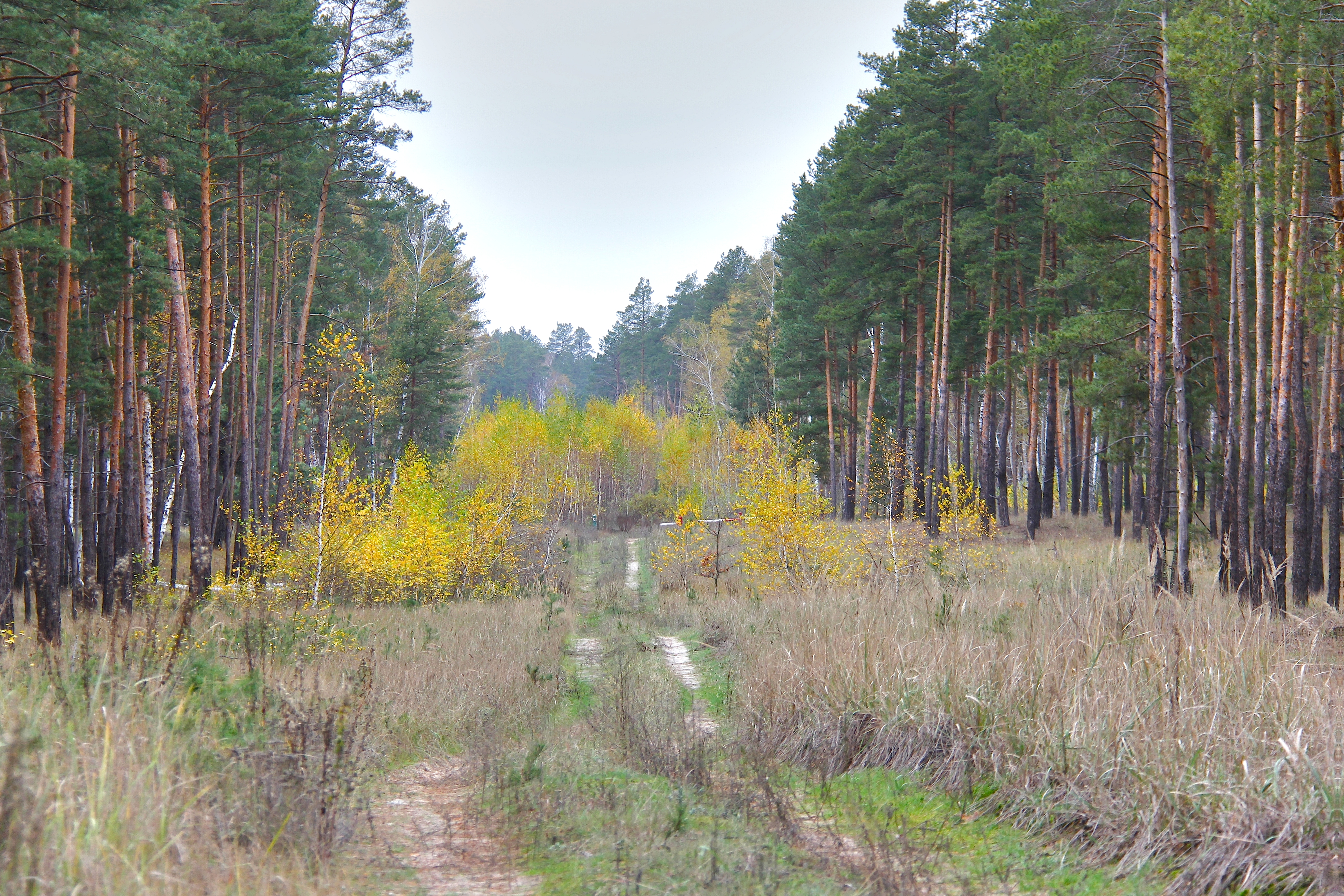
de forêts.